# Microcebus macarthurii
Microcebus macarthurii (лат.) — вид мышиных лемуров. Назван в честь основателей благотворительного фонда Макартуров, финансирующего исследования, связанные с лемурами.

## Классификация
Генетические исследования показали, что этот вид отличается от Microcebus mittermeieri, который встречается в том же регионе и симпатричен Microcebus macarthurii. Также, возможно, в том же районе обитает ещё один неописанный вид мышиных лемуров.

## Распространение
Встречается на востоке Национального парка Макира на Мадагаскаре.